# 第二次国際連合緊急軍
第二次国際連合緊急軍（だいにじこくさいれんごうきんきゅうぐん Second United Nations Emergency Force,UNEF II）は、エジプトに展開した国際連合平和維持活動。
第四次中東戦争の停戦監視を請け負った。
1973年10月25日の国際連合安全保障理事会決議340に基づき設立されている。

## 概要
第四次中東戦争は10月22日に関係各国間での停戦合意が得られていた。
国際連合安全保障理事会は10月25日の安保理決議340において、各国に占領地からの撤退を求め、また停戦監視するために第二次国際連合緊急軍(UNEF II)を設立することとした。
UNEF IIはエジプトとイスラエル間の停戦・兵力撤退を監視するものであり、ゴラン高原方面については、1974年より国際連合兵力引き離し監視軍(UNDOF)が設置された。UNEF IIの当初予定規模は7,000名で派遣期間は半年。国際連合休戦監視機構(UNTSO)や国際連合キプロス平和維持軍(UNFICYP)からも一部兵力の転用を行なった。1973年10月26日には先遣人員が活動を開始している。その後、シナイ半島のエジプト・イスラエル両軍間に展開した。
任期は順次延長されたが、1978年にキャンプ・デービッド合意が結ばれ、1979年3月26日にエジプト・イスラエル平和条約が結ばれた。
ここに至り、UNEF IIの必要性は解消し、1979年7月24日に解散した。